# &
&, denominado ampersand em inglês ou esperluette em francês, também conhecido como e comercial em português, é um logograma que representa a conjunção "e". Originou-se como uma ligadura das letras et — latim para "e".

## Etimologia
O termo ampersand é uma corruptela de and (&) per se and, que significa literalmente "(o caractere) & por si só (é a palavra) e." O símbolo & é derivado da ligadura de ET ou et, que é a palavra latina para "e". Geoffrey Glaister, Glossário do Livro
Tradicionalmente, ao recitar o alfabeto nas escolas de língua inglesa, qualquer letra que também pudesse ser usada como palavra em si ("A", "I" e  "O") era repetida com a expressão latina per se ('por si próprio'), como em "A per se A". Também era prática comum adicionar o sinal & no final do alfabeto como se fosse a 27.ª letra, pronunciada como o latim et ou posteriormente em inglês como and. Como resultado, a recitação do alfabeto terminaria em "X, Y, Z, and per se and". Esta última frase foi rotineiramente contraída para "ampersand" e o termo entrou no uso comum em inglês em 1837.
Tem sido falsamente alegado que André-Marie Ampère usou o símbolo em suas publicações amplamente lidas e que as pessoas começaram a chamar a nova forma de "e de Ampère".

## História

Evolução do e comercial. Figuras 1 a 6

O e comercial moderno é praticamente idêntico ao do minúsculo carolíngio. O e comercial itálico, à direita, é originalmente uma ligadura et posterior

Ligadura et em script Insular

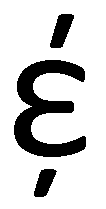
Exemplo de e comercial baseado em um épsilon cruzado, como pode ser escrito à mão

O e comercial pode ser rastreado até o século I d.C. e a cursiva romana antiga, na qual as letras E e T ocasionalmente eram escritas juntas para formar uma ligadura (figura 1). Na nova cursiva romana posterior e mais fluida, ligaduras de todos os tipos eram extremamente comuns; as figuras 2 e 3 de meados do século IV são exemplos de como a ligadura et poderia ficar neste roteiro. Durante o desenvolvimento posterior da escrita latina que levou à minúscula carolíngia no século IX, o uso de ligaduras em geral diminuiu. A ligadura et, no entanto, continuou a ser usada e gradualmente se tornou mais estilizada e menos reveladora de sua origem (figuras 4-6).
O moderno e comercial do tipo itálico é uma espécie de ligadura "et" que remonta às escritas cursivas desenvolvidas durante o Renascimento. Após o advento da impressão na Europa em 1455, os impressores fizeram uso extensivo dos ampersands itálico e romano. Como as raízes do e comercial remontam aos tempos romanos, muitas línguas que usam uma variação do alfabeto latino fazem uso dele.
O e comercial muitas vezes aparecia como um caractere no final do alfabeto latino, como por exemplo na lista de letras de Birferdo de 1011. Da mesma forma, até o século XIX o logograma "&" era considerado como a 27.ª letra do alfabeto inglês, sendo ensinado às crianças em processo de alfabetização nos EUA e em outros países de língua inglesa.
Um exemplo de tal prática pode ser visto no livro de 1863 de MB Moore, The Dixie Primer, for the Little Folks. Em seu romance de 1859, Adam Bede, George Eliot também se refere a este aspecto, quando faz um personagem dizer: "Ele pensou que [o Z] tinha sido colocado apenas para terminar o alfabeto; embora & também o fizesse, pelo que podia ver." A popular canção de ninar Apple Pie ABC termina com as linhas "X, Y, Z, and ampersand, All wished for a piece in hand".
O e comercial não deve ser confundido com o "et" tironiano ⁊, que tem o mesmo significado, mas que na aparência se assemelha ao numeral 7. Ambos os símbolos têm suas raízes na antiguidade clássica, e ambos os sinais foram usados ao longo da Idade Média como uma representação da palavra latina et ("e"). No entanto, enquanto o e comercial era na origem uma ligadura comum na escrita cotidiana, o tironiano et fazia parte de uma taquigrafia estenográfica altamente especializada. O tironiano et (⁊) é encontrado na escrita da língua irlandesa antiga, uma escrita baseada no latim geralmente usada apenas para fins decorativos hoje, onde significa agus ("e") em irlandês. Este símbolo pode ter entrado na linguagem escrita por meio de influência monástica no tempo da igreja cristã primitiva na Irlanda.